# Michail Michailowitsch Roschtschin

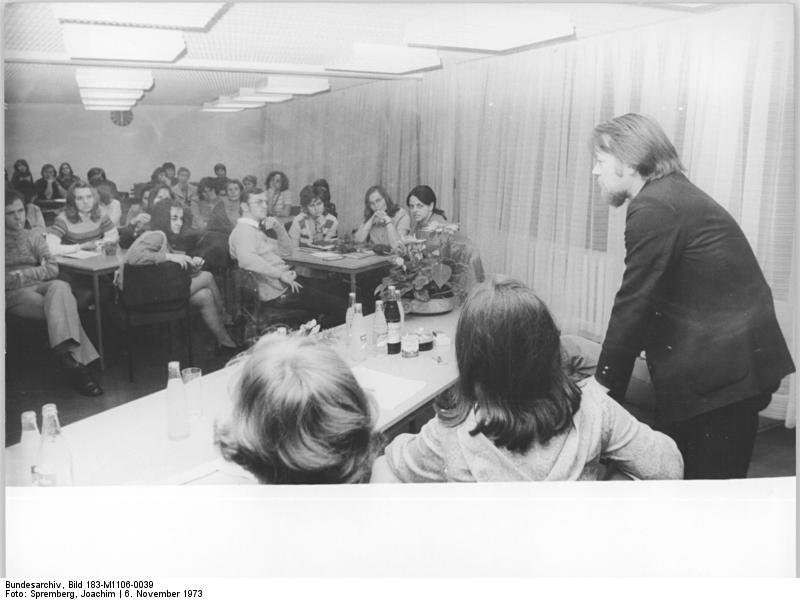
Michail Roschtschin 1973 in Berlin vor Jugendlichen DDR

Michail Michailowitsch Roschtschin (russisch Михаил Михайлович Рощин; * 10. Februar 1933 in Kasan; † 1. Oktober 2010 in Moskau) war ein russischer Dramatiker und Drehbuchautor.

## Biografie
Er verbrachte seine Kindheit in Sewastopol und zog nach dem Zweiten Weltkrieg nach Moskau. Er hatte vier Kinder und war mit der Schauspielerin Jekaterina Wassiljewa und später Lidija Sawtschenko verheiratet.

## Ehrungen
- Stanislawski-Preis beim Internationalen Filmfestival von Moskau

## Werke
- 1986 Drehbuch, Buchvorlage: Valentin und Valentina („Валентин и Валентина“)
- 1998 Drehbuch: Ein verhängnisvoller Fehler („Роковая ошибка“)
- 2009 Buchvorlage: Die Hintertür. Erinnerung („Чёрный ход. Воспоминание“), s. auch Verfilmung.